# Dylan Compton
Dylan Compton (* 5. März 1997 in Johannesburg) ist ein südafrikanischer Eishockeyspieler, der seit 2021 erneut für die Kempton Park Sabres in der Gauteng Premier Hockey League spielt.

## Karriere
Dylan Compton begann seine Karriere bei den Wildcats Johannesburg. Auch als diese nach Kempton Park umzogen, spielte er weiter für die Wildcats in der Gauteng Premier Hockey League. Später spielte er auch für andere Klubs aus der Stadt. Lediglich im Südhalbkugelsommer 2016/17 spielte er eine Saison für die Bradford Bulls in der kanadischen Greater Metro Hockey League und in der Spielzeit 2022 absolvierte er ein Spiel bei den Pretoria Capitals.

### International
Compton vertrat sein Heimatland bei den Weltmeisterschaften der U18-Junioren der Division III in den Jahren 2012, 2013, 2014, als er bester Torschütze des Turniers war, und 2015. Im U20-Bereich spielte er bei den Weltmeisterschaften 2014, 2015, als er als bester Spieler seiner Mannschaft ausgezeichnet wurde, und 2017 in der Division III.
Im Jahr 2017 vertrat Compton Südafrika erstmals bei den Weltmeisterschaften der Herren der Division III. Es folgten weitere Auftritte in den Jahren 2018, 2019, 2022, 2023 und 2024 in der Division III. Zudem vertrat er seine Farben bei der Olympiaqualifikation für die Winterspiele in Mailand 2026.

## Erfolge und Auszeichnungen
- 2014 Aufstieg in die Division III, Gruppe A, bei der Weltmeisterschaft der Division III, Gruppe B
- 2014 Torschützenkönig bei der U18-Weltmeisterschaft der Division III, Gruppe B
- 2022 Aufstieg in die Division III, Gruppe A, bei der Weltmeisterschaft der Division III, Gruppe B